# Integrated Taxonomic Information System

Il logo dell'ITIS

L'Integrated Taxonomic Information System (ITIS), cioè sistema d'informazione tassonomica integrato, è un partenariato progettato per fornire informazioni coerenti e affidabili sulla tassonomia delle specie biologiche. ITIS è stato originariamente costituito nel 1996 come un gruppo interdipartimentale all'interno del governo federale degli Stati Uniti, coinvolgendo diversi enti federali statunitensi, ed è ora diventato un organismo internazionale, con la partecipazione delle agenzie governative del Canada e del Messico. Il database attinge da una vasta comunità di esperti di tassonomia. Lo staff principale per la gestione dei contenuti ha sede presso lo Smithsonian National Museum di Storia Naturale e i servizi di IT sono forniti dalla US Geological Survey di Denver. L'obiettivo principale di ITIS sono le specie nordamericane, ma vi sono molti gruppi in tutto il mondo e ITIS continua a collaborare con altre agenzie internazionali per aumentare la sua copertura globale.